# Beatriz Kuramoto
Beatriz Kuramoto (Santa Cruz, 1952- Santa Cruz, 2004) fue una cuentista, periodista y odontóloga boliviana.

## Estudios y trayectoria profesional
Estudió Odontología en Sao Paulo, Brasil. Luego de culminar sus estudios, regresó a Santa Cruz y se desempeñó como periodista en el periódico cruceño El día, editando el suplemento "Reglones". Fue estudiante del reconocido escritor paceño Jorge Suarez, con quien tomó un taller de cuento en 1991.

## Obra
- Cuentario (antología de cuento breve cruceño) 1991
- Juegos del tiempo (en coautoría con Estela Bringas) 1992[3]